# Sextus Vestilius
Sextus Vestilius (Kr. e. 1. század - 1. század) római író, politikus

## Élete
Praetor volt, Tiberius, mint öccse, Drusus egyik legjobb barátját, az udvarba fogadta. Később kiesett a  császár kegyeiből, mivel egy gúnyiratot készített (vagy megrágalmazták azzal, hogy készített) Caligula, a későbbi császár vad kicsapongásairól. Kegyvesztettsége miatti elkeseredettségében felvágta ereit, de kisvártatva bekötötte, s egy könyörgő levelet írt Tiberiusnak. Mivel bocsánatkérő levelére könyörtelen válasz érkezett, újból felnyitotta ereit, s elvérzett. Suetonius és Tacitus említik nevét.